# Platypalpus tersus
Platypalpus tersus är en tvåvingeart som beskrevs av Daniel William Coquillett 1895. Platypalpus tersus ingår i släktet Platypalpus och familjen puckeldansflugor. Inga underarter finns listade i Catalogue of Life.